# Spijt!
Pour plus de détails, voir Fiche technique et Distribution.
Spijt! (littéralement « Regret ! ») est un film dramatique néerlandais réalisé par Dave Schram, sorti en 2013. Il est basé sur un roman éponyme de Carry Slee, publié en 1996.

## Synopsis
En plein lycée, Jochem est fréquemment malmené par ses trois camarades à cause de son obésité sous les yeux des autres lycéens qui n'osent le soutenir… et David, ayant le cœur brisé, tente de le secourir.

## Fiche technique
- Titre original : Spijt!
- Titre international : Regret!
- Réalisation : Dave Schram
- Scénario : Dick van den Heuvel et Maria Peters, d'après le roman éponyme de Carry Slee (1996)
- Direction artistique : Jan Rutgers
- Costumes : Ingrid Blankendaal
- Photographie : Erwin Steen
- Montage : Robin de Jong
- Musique : Herman Witkam
- Production : Danielle Guirguis, Maria Peters, Hans Pos et Dave Schram
- Société de production : Shooting Star Filmcompany
- Société de distribution : Dutch FilmWorks
- Pays d'origine :  Pays-Bas
- Langue originale : néerlandais
- Format : couleur
- Genre : drame
- Durée : 95 minutes
- Dates de sortie :
  - Pays-Bas : 20 juin 2013
  - Belgique : 26 juin 2013
  - France : 28 décembre 2016 (Netflix)

## Distribution
- Stefan Collier : Jochem
- Robin Boissevain : David
- Dorus Witte : Vera
- Charlotte Bakker : Sanne
- Nils Verkooijen : Justin
- Rick van Elk : Remco
- Dave Mantel : Tino
- Gregory Samson : Niels
- Brahim Fouradi : Youssef
- Eileen Farnham : Manon
- Fabienne Bergmans : Nienke
- Roos Ouwehand : la mère de David
- Rick Nicolet : la grand-mère de David
- Jessica Zeylmaker : la mère de Jochem
- Edo Brunner : le père de Jochem

## Production
Tournage
Le réalisateur et l'équipe de la production tournent au lycée d'Alkwin (Alkwin Kollege) dans le village d'Uithoorn et dans un refuge animalier Kerbert Dierentehuis à IJmuiden en Hollande-Septentrionale aux Pays-Bas.

## Distinctions

### Récompenses
- Carrousel international du film de Rimouski 2013 :
  - Prix d'audience du meilleur réalisateur
  - Prix du meilleur film
  - Prix du meilleur film pour adolescents
- Festival Cinekid 2013 : Prix d'audience du meilleur film néerlandais
- Festival du film de Giffoni 2013 : Griffoni d'or
- Golden and Platin Film 2013 :
  - Film d'or
  - Film de platine
- Oulu International Children's Film Festival 2013 :
  - Meilleur film pour enfants
  - Meilleur réalisateur
- Prix du cinéma européen 2014 : Prix du jeune public
- Rembrandt Awards 2014 : Meilleur film néerlandais pour enfants
- TIFF Kids International Film Festival 2014 : Prix du public du meilleur film

### Nominations
- Festival Cinekid 2013 : Prix du meilleur film néerlandais
- Festival du cinéma néerlandais d'Utrecht 2013 : Prix du public
- Festival du film Nuits noires de Tallinn 2013 : Meilleur film de jeunesse
- Rembrandt Awards 2014 : Meilleure chanson du film pour Brahim Fouradi